# Hadol
Hadol là một xã, nằm ở tỉnh Vosges trong vùng Grand Est của Pháp. Xã này có diện tích 49,05 kilômét vuông, dân số năm 2008 là 2314 người. Xã này nằm ở khu vực có độ cao trung bình 500 m trên mực nước biển.
Dân địa phương tiếng Pháp gọi là Hadolais.

## Biến động dân số
| 1866                                         | 1962 | 1968 | 1975 | 1982 | 1990 | 1999 |
| -------------------------------------------- | ---- | ---- | ---- | ---- | ---- | ---- |
| 3097                                         | 1491 | 1503 | 1580 | 1997 | 2019 | 2071 |
| Số liệu từ năm 1962: Dân số không tính trùng |      |      |      |      |      |      |